# Calliandra pilosa
Calliandra pilosa é uma espécie de legume da família Leguminosae.
Apenas pode ser encontrada na Jamaica.